# Öster-Vontjärnen
Öster-Vontjärnen är en sjö i Bräcke kommun i Jämtland och ingår i Ljungans huvudavrinningsområde. Sjön är 3,8 meter djup, har en yta på 0,0475 kvadratkilometer och befinner sig 382,1 meter över havet. Sjön avvattnas av vattendraget Bjursjöbäcken.

## Delavrinningsområde
Öster-Vontjärnen ingår i det delavrinningsområde (697486-151656) som SMHI kallar för Utloppet av Bjursjön. Medelhöjden är 372 meter över havet och ytan är 17,6 kvadratkilometer. Det finns inga avrinningsområden uppströms utan avrinningsområdet är högsta punkten. Bjursjöbäcken som avvattnar avrinningsområdet har biflödesordning 5, vilket innebär att vattnet flödar genom totalt 5 vattendrag innan det når havet efter 134 kilometer. Avrinningsområdet består mestadels av skog (87 procent). Avrinningsområdet har 0,37 kvadratkilometer vattenytor vilket ger det en sjöprocent på 2,1 procent.